# Benjamin Banneker
Benjamin Banneker, o Bannaker (Contea di Baltimora, 9 novembre 1731 – Contea di Baltimora, 9 ottobre 1806), è stato uno scienziato, agrimensore, autore di almanacchi e contadino afro-statunitense, nato in condizione di libertà.